# رباط جناحي
في علم التشريح، الرباطان الجناحيّان هما الرباطان اللذان يصلان السِّن (بروز عظمي على الفقرة العنقية الثانية) بالحُديبة على الجانب الإنسي من اللّقمة القذالية.
وهي حبال ليفية قصيرة وقاسية ترتكز على الجمجمة وعلى المحور، والتي تقوم بوظيفة فحص دوران الرأس جنباً الى جنبٍ. تُعرف الأربطة الجناحية "بأربطة الفحص السِّنيّة" بسبب وظيفتها.

## الشكل
الرباطان الجناحيان هما حبلان مُدَوَّران قويان قطراهما 0.5 سم اللذان يمتدان من جانبي ثقبة الجمجمة العظمى الى سن المحور (الفقرة العنقية الثانية). تمتد أفقياً تقريباً، مما يخلق زاوية بينهما لا تقل عن 140.

## التطور
يتشكّل الرباطان الجناحيّان بجانب الرباط المستعرض للفَهقَة من المكون المحوري للبَضعُ العظميَّة العنقية الاولى.

## الوظيفة
وظيفة الرباطان الجناحيّان هي الحد من مقداردوران الرأس، و من خلال عملها على سن المحور,فانها تربط الجمجمة بالمحور (الفقرة العنقية الثانية).

## الأهميّة السّريريَّة
الأربطة الجناحيَّة مُعَرَّضة للتَمَزُّق اذا تم استخدام القُوَّة عند ثني الرَّأس وفي الدَّوران. اذا تَمزَّق الرباط الجناحي، فإن نطاق دوران الرأس بالنسبة للرقبة يزيد عن الحد الطبيعي البالغ20 درجة.